# Tiszagyenda, Jász-Nagykun-Szolnok
Tiszagyenda  este un sat în districtul Kunhegyes, județul Jász-Nagykun-Szolnok, Ungaria, având o populație de 1.032 de locuitori (2011). 

## Demografie
Componența etnică a satului Tiszagyenda
     Maghiari (95,84%)
     Romi (4,16%)
Componența confesională a satului Tiszagyenda
     Romano-catolici (32,07%)
     Fără religie (31,59%)
     Reformați (13,66%)
     Necunoscută (21,61%)
     Alte religii (1,07%)
Conform recensământului din 2011, satul Tiszagyenda avea 1.032 de locuitori. Din punct de vedere etnic, majoritatea locuitorilor (95,84%) erau maghiari, cu o minoritate de romi (4,16%). Nu există o religie majoritară, locuitorii fiind romano-catolici (32,07%), persoane fără religie (31,59%) și reformați (13,66%). Pentru 21,61% din locuitori nu este cunoscută apartenența confesională.